# Kupce
Kupce (prononciation : [ˈkupt͡sɛ]) est un village polonais situé dans la gmina de Korytnica dans le powiat de Węgrów et en voïvodie de Mazovie dans le centre-est de la Pologne.
Ce village se trouve à environ 8 kilomètres au nord-ouest de Korytnica, 19 kilomètres à l'ouest de Węgrów (chef-lieu du powiat) et à 58 kilomètres au nord-est de Varsovie (capitale de la Pologne).

## Histoire
De 1975 à 1998, le village appartenait administrativement à la voïvodie de Siedlce.